# Schiuma da barba

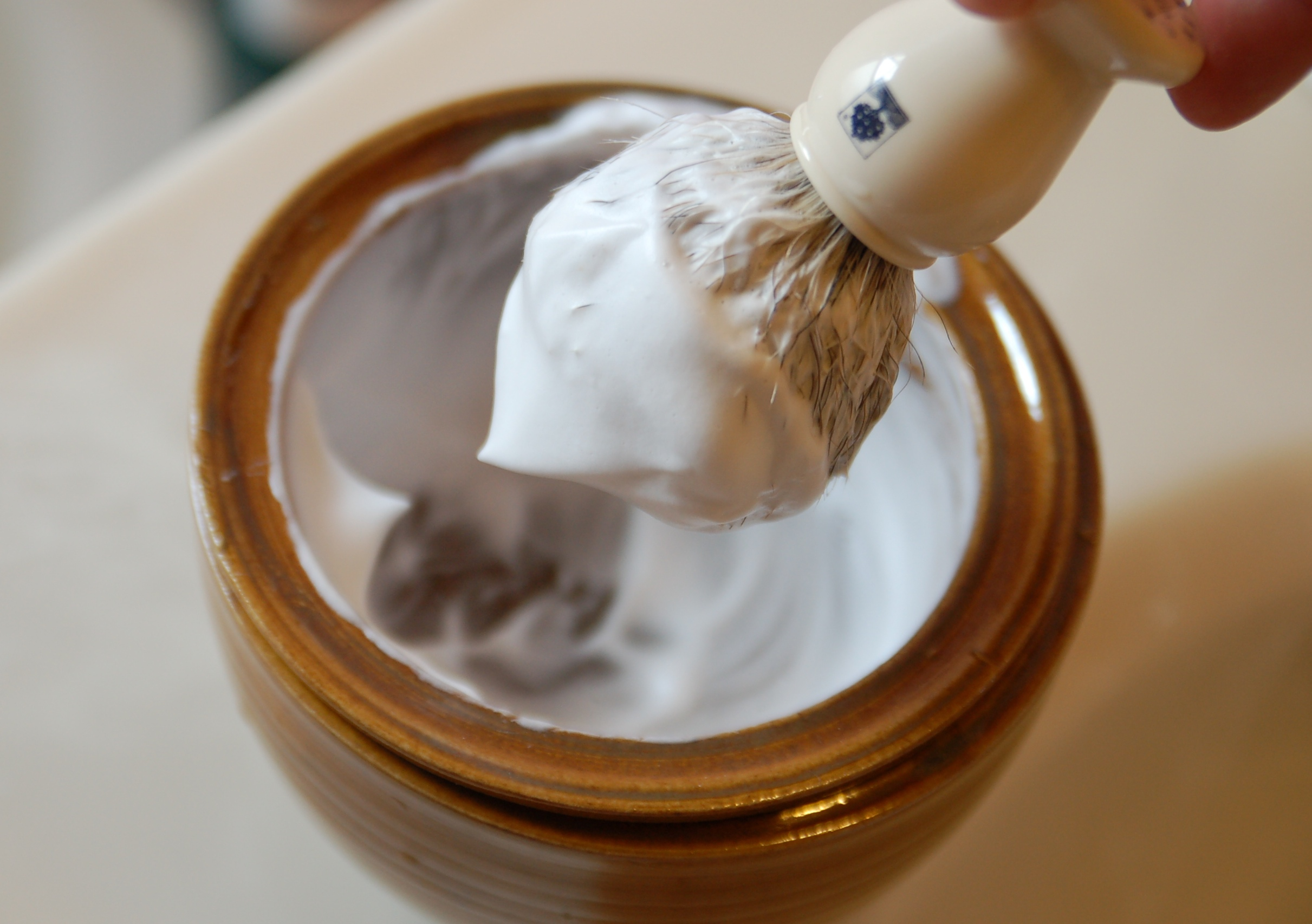
Pennello e schiuma da barba

La schiuma da barba, o spuma da barba, è un prodotto usato per la rasatura con rasoio manuale che si spalma sulla parte da radere e serve a diminuire l'irritazione causata dal rasoio sull'epidermide, a facilitare lo scorrimento della lama, ad ammorbidire la pelle e, nei prodotti più elaborati, a idratarla. Grazie ai moderni sistemi di impermeabilizzazione, oggi può essere utilizzata anche col rasoio elettrico.
Fino ai primi anni novanta, le maggiori linee maschili di alta profumeria avevano a listino tutta una serie di prodotti per la rasatura, con la medesima fragranza della relativa eau de toilette. Questa tendenza è andata scomparendo, poiché tali prodotti sono stati soppiantati dai prodotti di massa, acquistabili nella grande distribuzione a prezzi più bassi.